# Cecilio Acosta
Cecilio Acosta   (Portuguesa, 1 de febrer de 1818 - Caracas, 8 de juliol de 1881) va ser un periodista, advocat, filòsof i humanista veneçolà. La seva casa natal, enfront de la plaça central i de l'Església del lloc, constitueix un Museu Històric.
Fill d'Ignacio Acosta i de Juana Margarita Revete Martínez, neix en el si d'una humil família. La seva primera educació va estar a càrrec del prevere Mariano Fernández Fortique. El 1831 ingressa al Seminari Tridentí de Santa Rosa, a Caracas, inicia la carrera sacerdotal i es doctora en teologia i com a advocat de la República. En 1840 abandona i passa per l'Acadèmia de Matemàtiques, on es gradua d'agrimensor. Comença la carrera de filosofia i dret a la Universitat Central de Veneçuela, i després es gradua d'advocat.
Va començar publicant assajos en periòdics del seu país, com La Época i El Centinella de la Pàtria, al voltant de 1846 i 1847.
Entre 1908 i 1909 es van publicar cinc volums d'obres completes, on es mostren els seus variats plantejaments polítics, econòmics, socials i educatius. També va escriure poesia, i és recordat per Blanco Fombona amb la següent asseveració: "[…] Per què mereix especial recordatori Cecilio Acosta? Cecilio Acosta mereix especial record perquè va ser un dels majors prosistes de la llengua castellana en tots els temps, perquè va ser pensador agosarat, gran jurisconsult, mirall de rectitud i paradigma de virtut ciutadana...". A més va ser redactor del codi penal de Veneçuela.
Morí el 21 de juliol de 1881. José Martí li va dedicar un assaig publicat en la Revista Venezolana. que disgustà al president Guzmán Blanco motivo suficient per ser expulsat del país.
Les seves restes descansen, des de 1937, al Panteó Nacional. Crític i defensor de les llibertats polítiques i socials, va deixar escrit en 1868: "... No volem que la tirania, que busca tenebres, tingui adoradors, ni la ignorància, que la serveix, prosèlits."
La Universitat Catòlica Cecilio Acosta és una universitat privada de l'església catòlica, fundada l'any 1983 a la ciutat de Maracaibo, Veneçuela en honor d'aquest destacat escriptor veneçolà.

## Obres
- Cosas sabidas y por saberse o Federación colombiana, tolerancia política, universidades e instrucción elemental y cuestión holandesa (1856). Títol original, Cosas sabidas y cosas por saberse, en la primera edició de 1856.
- Caridad o frutos de la cooperación de todos al bien de todos (1855)
- Estudios de Derecho Internacional (Ed. América, 1917)
- Influencia del elemento histórico-político en la literatura dramática y en la novela (pòstum, 1887)
- Obras completas (1908-1909)
- Obras completas (ed. definitiva, 1981)